# Amargosa (Bahía)
Amargosa es un municipio brasilero del estado de Bahia.
Su población estimada en 2007 era de 33.547 habitantes. El 19 de junio de 1891, aconteció el acto de creación que elevó la Villa de Nuestra Señora del Buen Consejo de Amargosa a la categoría de ciudad, pasando a llamarse Amargosa.

## Datos demográficos
- Población: 38.259 (2017)
- Clima: húmedo, subhúmedo.
- Temperatura media : 25º
- Principales actividades económicas: ganadería, cajú, café, banana, mandioca y industria del calzado.

## Localización
Región Centro Sur de Bahia.
Situada en el Valle del Jiquiriçá, en uno de los más bellos paisajes del interior de Bahia, que incluye ríos, cascadas, bosques y senderos. Posee uno de los cuatro mejores índices de salud de Bahia.

## Universidad
Cuenta con una unidad de la UFRB, el Centro de Formación de Professores/CFP

## Patrona
Luciane Sales de Amorim

## Clima
Clima ameno, temperatura agradable, el municipio se destaca por la belleza de sus incontables plazas y jardines.